# Mullvadar
Mullvadar (Talpa) är ett släkte inom däggdjursordningen äkta insektsätare av familjen mullvadsdjur (Talpidae). Släktet innehåller flera arter som förekommer i Europa och Asien.

## Kännetecken
Arterna inom släktet mullvadar har vanligen en cylindrisk kropp och framfötter avpassade för grävning; korta, breda, utåtriktade med starka klor. Bakfötterna är korta med spetsiga och svaga klor. De flesta arterna är blinda, det vill säga att det lilla ögat är fullständigt täckt av hud. En del individer av den europeiska mullvaden ser lite grand (till exempel de i norra Europa). Yttre öron saknas. Arterna har en spetsig nos och en kort svans som båda är glest täckta med hår.
Den täta pälsen har oftast en grå färg men färgen kan variera mellan vitaktig och svart. Mullvadar når en kroppslängd av 9 till 18 centimeter samt en svanslängd av 1,5 till 3,5 centimeter. Vikten ligger mellan 65 och 120 gram.

## Utbredning
Utbredningsområdet sträcker sig över stora delar av Europa och österut till Mongoliet eller söderut till norra Iran.

## Levnadssätt
Mullvadar vistas nästan hela livet i underjordiska gångsystem som de gräver själva. Tunnlarna ligger upp till en meter under markytan. Gångsystemet består vanligen av två klotformiga bon samt flera tunnlar som sammanlänkar bon med varandra och med utgångarna. Mullvadar kan vara aktiva på natten och på dagen. De lever utanför parningstiden främst ensamma.
Födan utgörs främst av insekter och daggmaskar. Ofta lagras ett förråd i bon. Ibland äter de mindre ryggradsdjur som ormar, småfåglar, smågnagare och ödlor. På grund av den höga ämnesomsättningen behöver de mycket föda.
Honor parar sig vanligen en gång per år. Efter dräktigheten som varar cirka 28 dagar föds oftast under våren två till sju ungar (oftast tre till fyra). Efter ungefär en månad lämnar ungarna moderns bo men de vistas vanligen några dagar till i närheten. Ungarna blir könsmogna när de är 6 månader gamla eller äldre.

## Systematik
Till släktet räknas idag nio arter:
- Mullvad (Talpa europaea) förekommer i Central- och Nordeuropa samt österut till Ryssland (regionen kring floderna Ob och Irtysj).
- T. altaica lever i Sibiriens taiga, från regionen vid Ob och Lena till norra Mongoliet.
- T. caeca finns från södra och sydöstra Europa till Anatolien.
- T. caucasica har sitt utbredningsområde i norra Kaukasus.
- T. davidiana lever i sydöstra Turkiet och nordöstra Iran.
- T. levantis förekommer i Bulgarien, delar av Turkiet och i Kaukasus.
- T. occidentalis lever på Iberiska halvön.
- T. romana finns i Italien (troligen även på Sicilien) och sydöstra Frankrike.
- T. stankovici förekommer på södra Balkan (Grekland, Albanien, Makedonien).

Tidigare räknades ett flertal andra arter till släktet mullvadar men de utgör idag på grund av skillnader i tändernas uppbyggnad och antal egna släkten. De nya släktena är Euroscaptor, Mogera, Parascaptor och Scaptochirus.
Nästan alla arter listas av IUCN som livskraftiga (Least Concern), bara T. davidiana förtecknas med kunskapsbrist (Data Deficient).